# Paluküla (Hiiumaa)
Paluküla (Duits: Palloküll) is een plaats in de Estlandse gemeente Hiiumaa, provincie Hiiumaa. De plaats heeft de status van dorp (Estisch: küla).
De plaats behoorde tot in oktober 2017 tot de gemeente Pühalepa. In die maand ging Pühalepa op in de fusiegemeente Hiiumaa.

## Bevolking
Het dorp had 78 inwoners op 31 december 2011 en 68 inwoners op 31 december 2021.

## Ligging
Paluküla ligt 3 km ten zuidoosten van de provinciehoofdstad Kärdla. De Tugimaantee 80, de secundaire weg van Heltermaa via Kärdla naar Luidja, komt door Paluküla.
Bij Paluküla ligt een zwerfsteen met de afmetingen 8,9 x 5,8 x 3,3 meter, de Paluküla rändrahn. Ook ligt er bij het dorp een groep van drie zwerfstenen bij elkaar, de Paluküla kolm rahnu.

## Geschiedenis
Paluküla werd voor het eerst genoemd in 1564 onder de naam Palo, een dorp op het landgoed Großenhof (Suuremõisa). In 1565 heette het Paloby, in 1798 Pallo en in 1886 Palloküla. In 1820 liet de baron von Ungern-Sternberg, de eigenaar van Großenhof, in Paluküla een kerk bouwen die gewijd was aan Johannes de Doper. De kerk heeft 108 zitplaatsen. De kerk was bedoeld als grafkapel voor de leden van de familie, maar bleek daarvoor niet geschikt omdat de grondwaterstand te hoog was. De kerk diende tot in 1939 als bijkerk bij de lutherse kerk van Kärdla, die ook gewijd is aan Sint Johannes. De kerk had geen eigen pastorie of begraafplaats. In 1939 moest Estland onder druk van de Sovjet-Unie bases van het Rode Leger op zijn grondgebied toestaan. Het Rode Leger claimde ook de kerk van Paluküla, die werd ingericht als opslagruimte. De toren werd observatiepost.
Het bouwwerk werd nooit meer een kerk. Na de Tweede Wereldoorlog bleef het in gebruik als opslagruimte. Bovendien werd het onderhoud verwaarloosd. In 1989 brandde de toren uit. In de jaren negentig werd besloten het gebouw op te knappen en te conserveren als monument. In 1994 werd het gebouw gerestaureerd en in 1996 werd de toren herbouwd. De toren diende tot in de jaren zeventig van de 20e eeuw ook als baken voor de scheepvaart bij het eiland Hiiumaa.

## Foto's

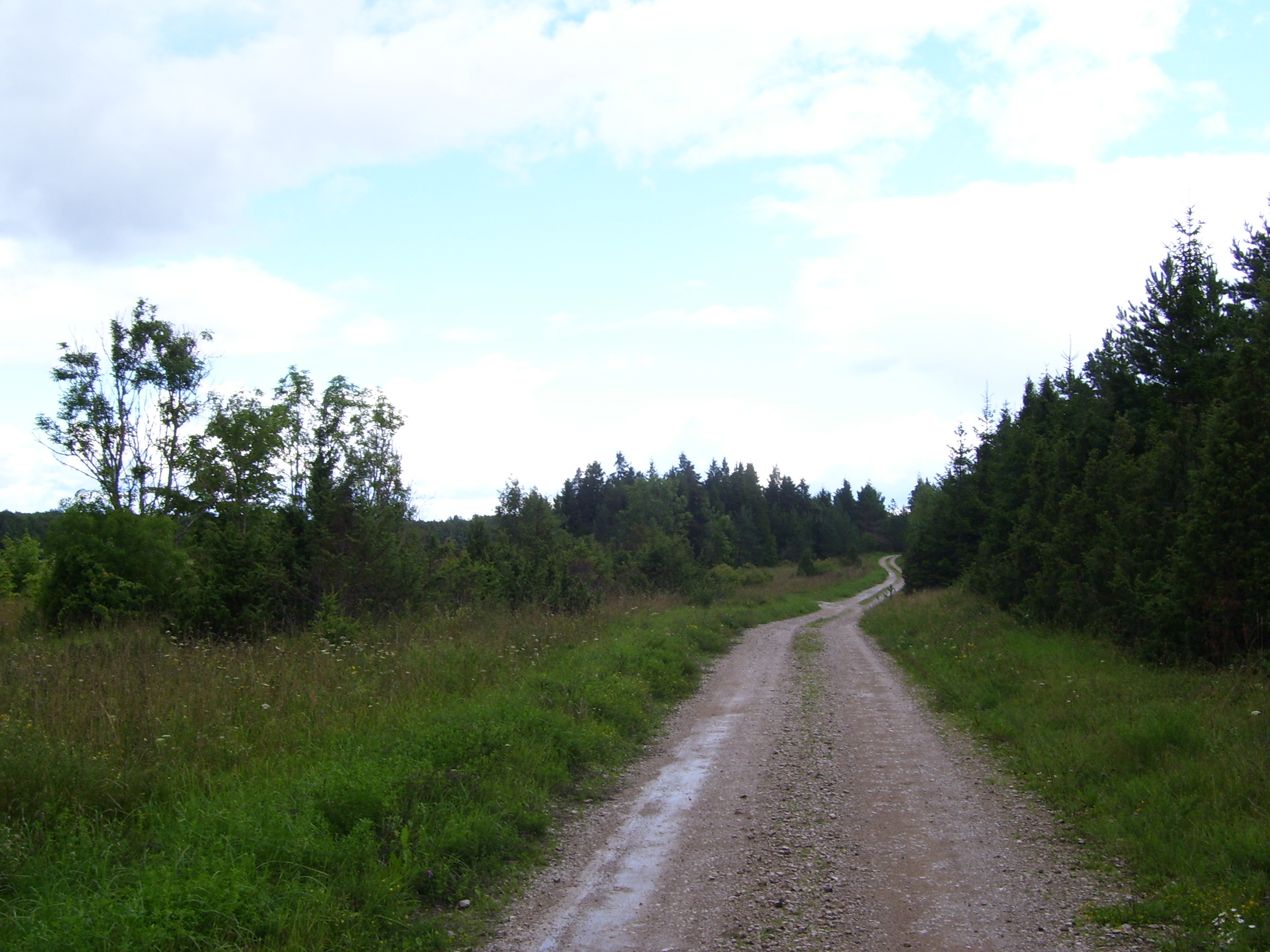
Een weg in Paluküla
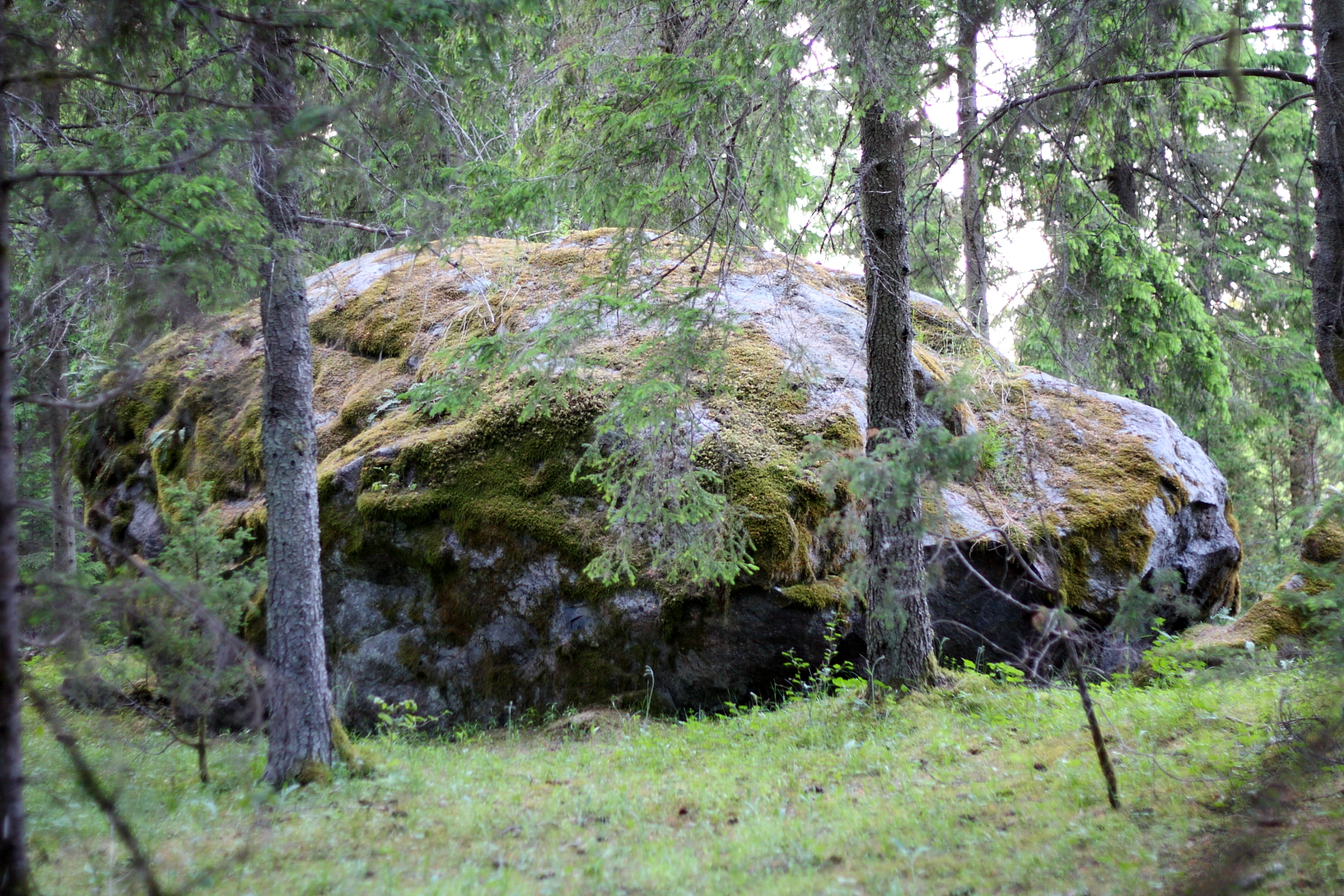
De Paluküla rändrahn
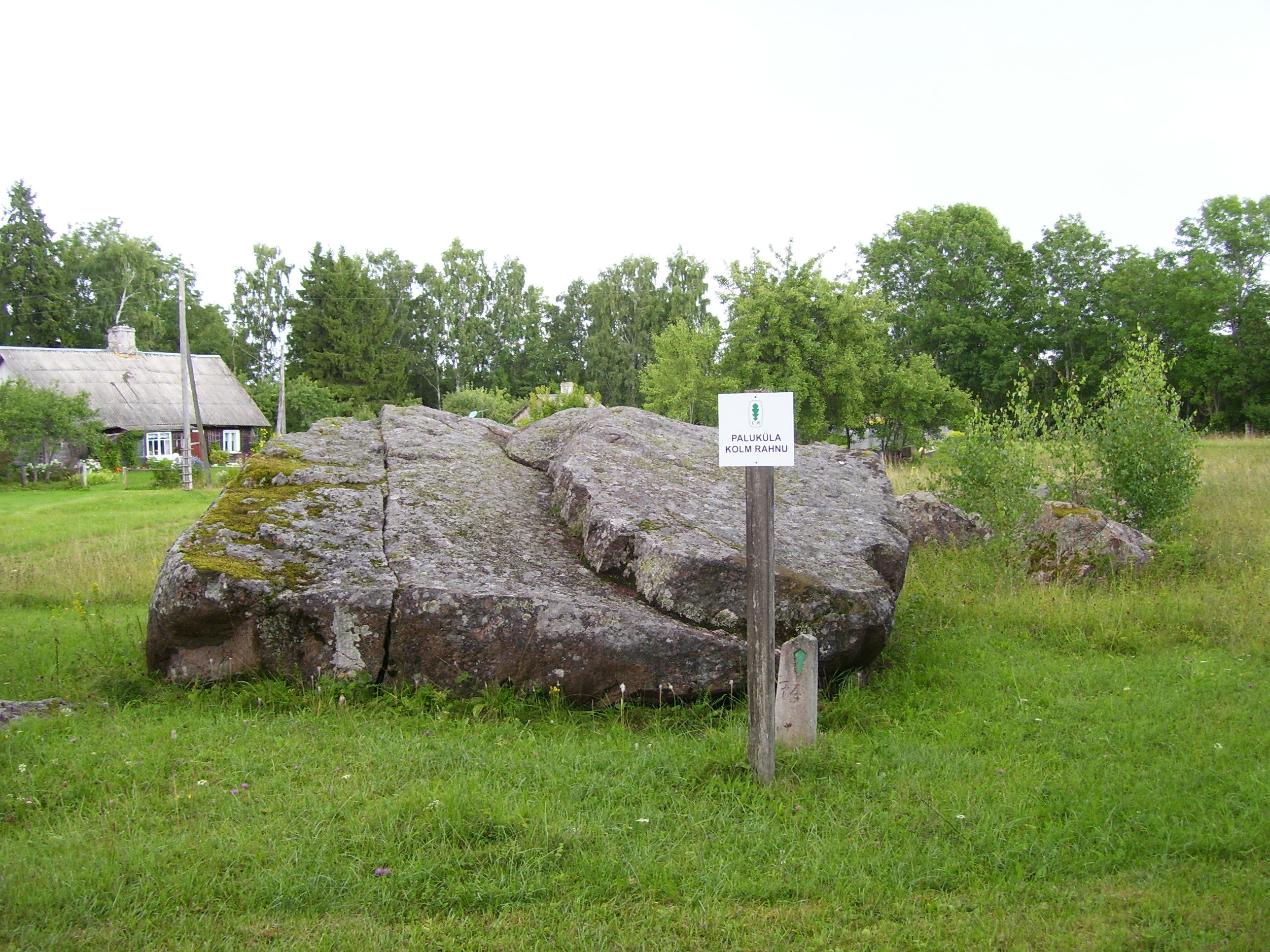
De Paluküla kolm rahnu
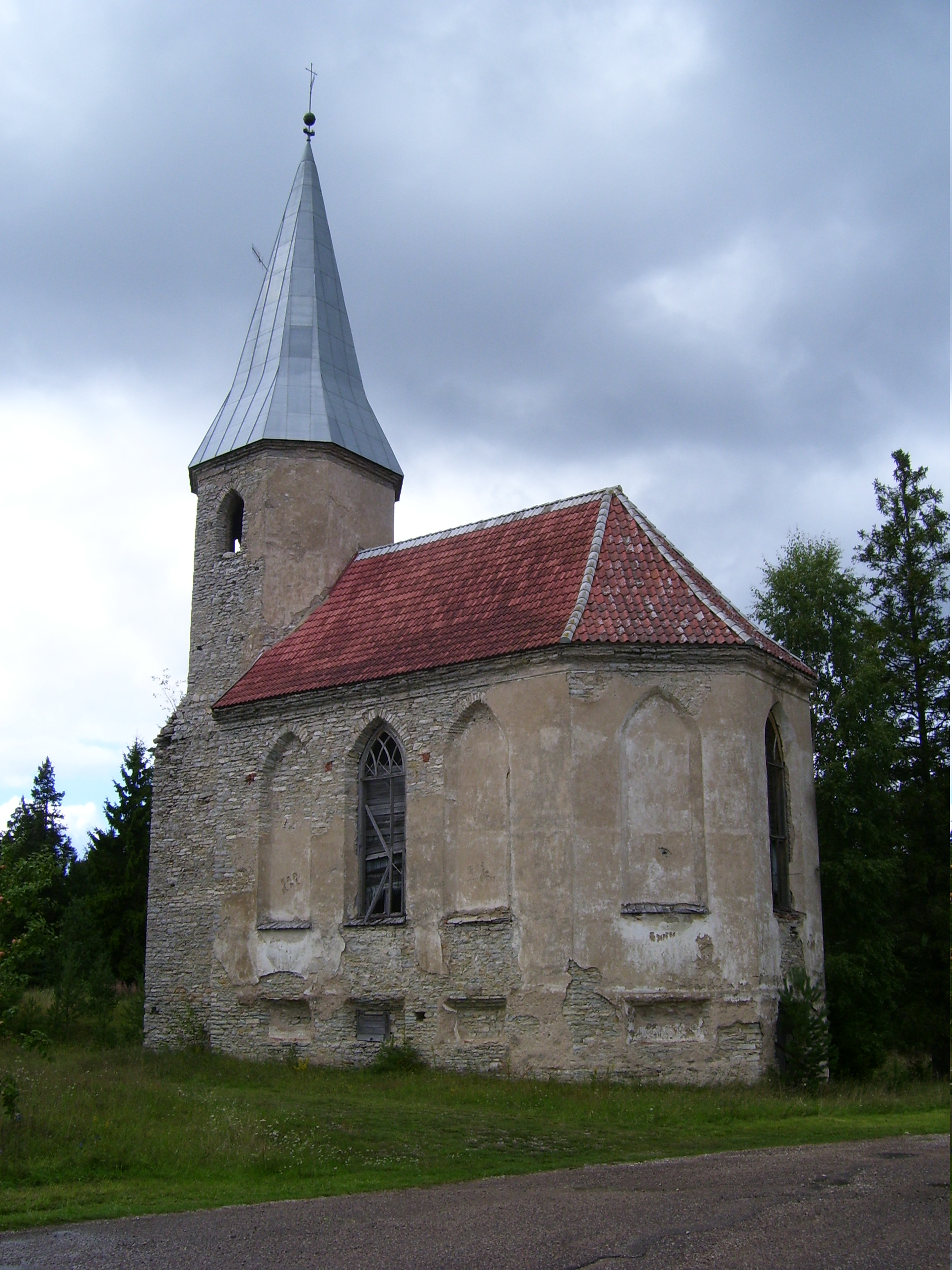
De kerk
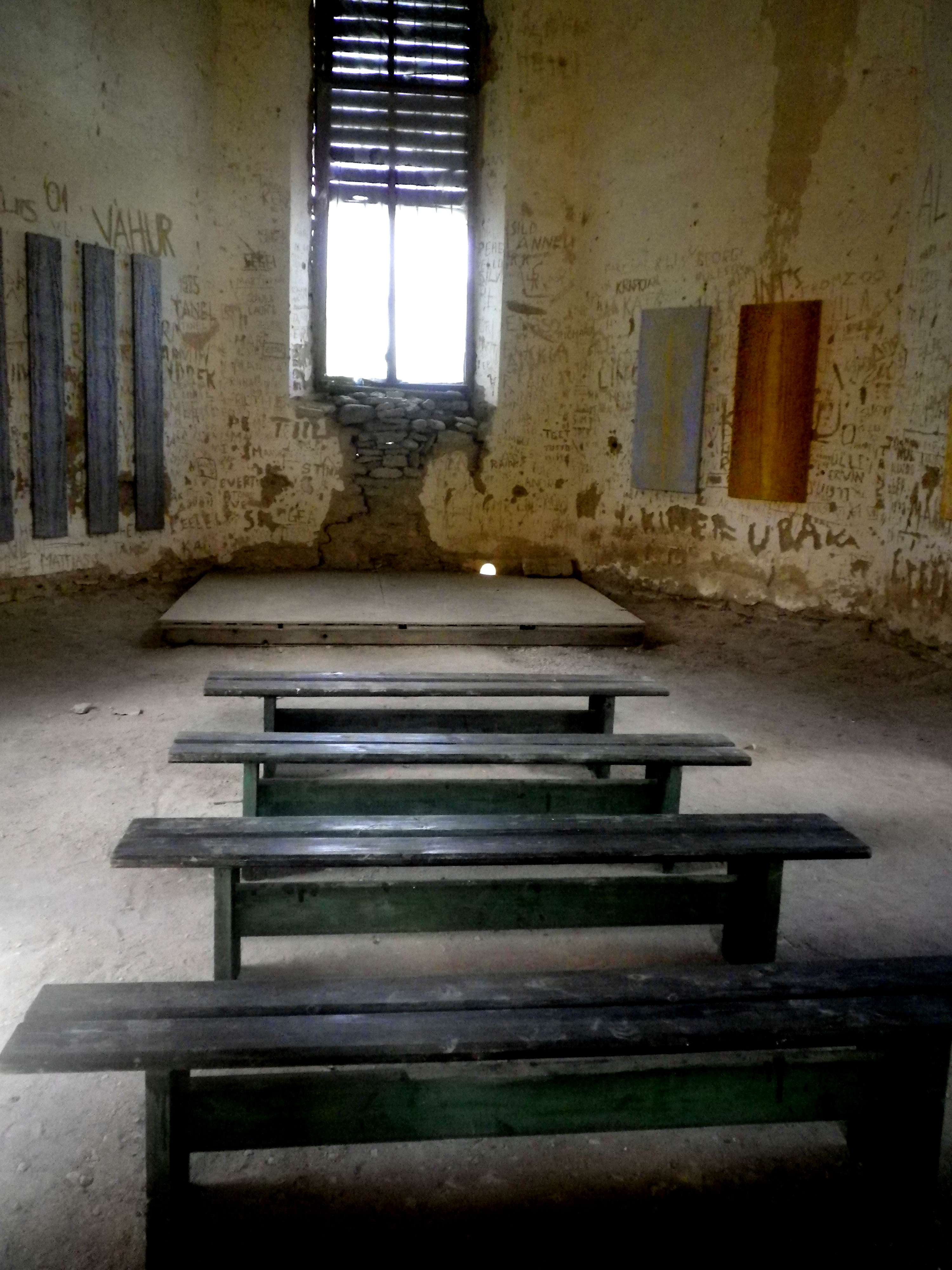
Interieur
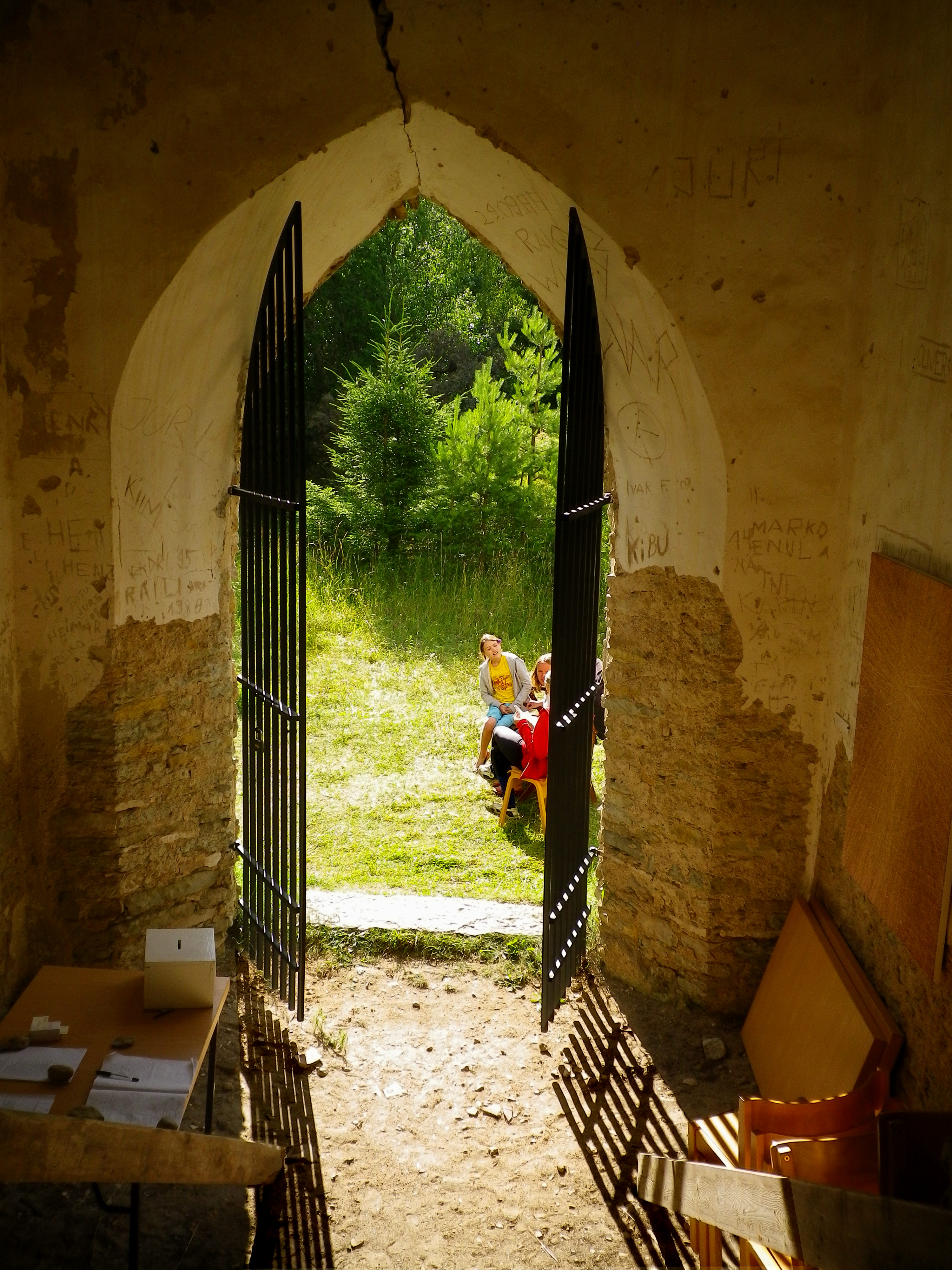
Entree